# Lukachukai
Lukachukai est une census-designated place dans le comté d'Apache, dans l'Arizona.  Elle est située sur le secteur non constitué en municipalité de Navajo Springs,  qui forme la plus grande réserve amérindienne aux États-Unis par superficie.